# 무한곱
해석학에서 무한곱(無限-, 영어: infinite product)은 무한 수열의 부분 유한곱의 극한이다.

## 정의
복소수 수열 {\displaystyle (a_{n})_{n=0}^{\infty }\subset \mathbb {C} }의 무한곱
{\displaystyle \prod _{n=0}^{\infty }a_{n}=a_{0}a_{1}a_{2}\cdots }
은 다음과 같은 극한이다.
{\displaystyle \prod _{n=0}^{\infty }a_{n}=\lim _{n\to \infty }\prod _{k=0}^{n}a_{k}=\lim _{n\to \infty }a_{0}a_{1}\cdots a_{n}}
임의의 {\displaystyle n\in \mathbb {N} }에 대하여, {\displaystyle \prod _{k=0}^{n}a_{k}=a_{0}a_{1}\cdots a_{n}}은 무한곱의 {\displaystyle n}번째 부분곱(部分-, 영어: partial product)이다. 즉, 무한곱은 부분곱의 극한이다. 만약 {\displaystyle a_{n}=0}인 {\displaystyle n\in \mathbb {N} }이 존재한다면, 부분곱은 {\displaystyle n}번째 이후부터 0이며, 따라서 무한곱을 정의하는 극한은 0이다. 만약 {\displaystyle \limsup _{n\to \infty }|a_{n}|<1}이라면, 부분곱은 마찬가지로 0으로 수렴한다. 더 흥미로운 경우에 집중하기 위하여, 무한곱의 수렴성은 부분곱이 0이 아닌 수로 수렴할 것을 요구한다. 즉, 만약 부분곱의 극한이 존재하며, 0이 아니라면, 무한곱 {\displaystyle \prod _{n=0}^{\infty }a_{n}}이 수렴한다고 한다. 반대로 만약 부분곱의 극한이 0이거나 존재하지 않는다면, 무한곱 {\displaystyle \prod _{n=0}^{\infty }a_{n}}이 발산한다고 한다.

## 성질
만약 무한곱 {\displaystyle \prod _{n=0}^{\infty }a_{n}}이 수렴한다면, {\displaystyle \lim _{n\to \infty }a_{n}=1}이다.
복소수 수열 {\displaystyle (a_{n})_{n=0}^{\infty }\subset \mathbb {C} }에 대하여, 만약 임의의 {\displaystyle n\in \mathbb {N} }에 대하여 {\displaystyle |a_{n}|<1}이라면, 다음 두 조건이 서로 동치다.
- 무한곱 {\displaystyle \prod _{n=1}^{\infty }(1+a_{n})}은 (0이 아닌 값으로) 수렴한다.
- 급수 {\displaystyle \sum _{n=N}^{\infty }\ln(1+a_{n})}는 수렴한다.

복소수 수열 {\displaystyle (a_{n})_{n=0}^{\infty }\subset \mathbb {C} }에 대하여, 임의의 {\displaystyle n\in \mathbb {N} }에 대하여 {\displaystyle |a_{n}|<1}이며, 또한 다음 두 조건 가운데 적어도 하나가 성립한다고 하자.
- (양의 실수의 수열) 임의의 {\displaystyle n\in \mathbb {N} }에 대하여, {\displaystyle a_{n}\in \mathbb {R} ^{+}}[1]:219, Theorem 3
- (르베그 2-수렴) {\displaystyle \sum _{n=0}^{\infty }|a_{n}|^{2}<\infty }[1]:225, Supplementary theorem

그렇다면, 다음 두 조건이 서로 동치이다.
- 무한곱 {\displaystyle \prod _{n=1}^{\infty }(1+a_{n})}은 (0이 아닌 값으로) 수렴한다.
- 급수 {\displaystyle \sum _{n=1}^{\infty }a_{n}}는 수렴한다.

일반적으로, 무한곱 {\displaystyle \prod _{n=1}^{\infty }(1+a_{n})}이 수렴하더라도 급수 {\displaystyle \sum _{n=1}^{\infty }a_{n}}는 발산할 수 있다.

## 예

### 월리스 곱
다음과 같은 무한곱을 월리스 곱(영어: Wallis product)이라고 한다.
{\displaystyle \prod _{n=1}^{\infty }{\frac {4n^{2}}{4n^{2}-1}}=\lim _{n\to \infty }\left({\frac {(2n)!!}{(2n-1)!!}}\right)^{2}{\frac {1}{2n+1}}={\frac {\pi }{2}}}
이는 다음과 같이 증명할 수 있다. 다음과 같은 적분 공식을 사용하자.
{\displaystyle \int _{0}^{\pi /2}\sin ^{2n}x\mathrm {d} x={\frac {(2n-1)!!}{(2n)!!}}{\frac {\pi }{2}}}
{\displaystyle \int _{0}^{\pi /2}\sin ^{2n+1}x\mathrm {d} x={\frac {(2n)!!}{(2n+1)!!}}\qquad (n\in \{1,2,\dots \})}
임의의 {\displaystyle x\in (0,\pi /2)} 및 {\displaystyle n\in \{1,2,\dots \}}에 대하여 {\displaystyle \sin ^{2n+1}x<\sin ^{2n}x<\sin ^{2n-1}x}이므로, 다음이 성립한다.
{\displaystyle \int _{0}^{\pi /2}\sin ^{2n+1}x\mathrm {d} x<\int _{0}^{\pi /2}\sin ^{2n}x\mathrm {d} x<\int _{0}^{\pi /2}\sin ^{2n-1}x\mathrm {d} x}
여기에 위와 같은 공식을 대입하여 정리하면 다음을 얻는다.
{\displaystyle \left({\frac {(2n)!!}{(2n-1)!!}}\right)^{2}{\frac {1}{2n+1}}<{\frac {\pi }{2}}<\left({\frac {(2n)!!}{(2n-1)!!}}\right)^{2}{\frac {1}{2n}}}
다음과 같은 부등식에 따라 양 끝의 식은 {\displaystyle \pi /2}로 수렴하므로, 월리스 공식이 증명된다.
{\displaystyle {\begin{aligned}0&<\left({\frac {(2n)!!}{(2n-1)!!}}\right)^{2}{\frac {1}{2n}}-\left({\frac {(2n)!!}{(2n-1)!!}}\right)^{2}{\frac {1}{2n+1}}\\&=\left({\frac {(2n)!!}{(2n-1)!!}}\right)^{2}{\frac {1}{2n(2n+1)}}\\&<{\frac {1}{2n}}{\frac {\pi }{2}}\end{aligned}}}

### 리만 제타 함수
리만 제타 함수의 {\displaystyle s>1}에서의 값은 다음과 같은 수렴하는 급수와 같다.
{\displaystyle \sum _{n=1}^{\infty }{\frac {1}{n^{s}}}}
여기에 {\displaystyle (1-1/2^{s})}를 곱하면 홀수에 대한 합이 남는다.
{\displaystyle \left(1-{\frac {1}{2^{s}}}\right)\sum _{n=1}^{\infty }{\frac {1}{n^{s}}}=\sum _{n=1}^{\infty }{\frac {1}{n^{s}}}-\sum _{n=1}^{\infty }{\frac {1}{(2n)^{s}}}=\sum _{2\nmid n}{\frac {1}{n^{s}}}}
다시 {\displaystyle (1-1/3^{s})}를 곱하면 2나 3의 배수가 아닌 정수에 대한 합만 남는다.
{\displaystyle \left(1-{\frac {1}{3^{s}}}\right)\left(1-{\frac {1}{2^{s}}}\right)\sum _{n=1}^{\infty }{\frac {1}{n^{s}}}=\sum _{2\nmid n}{\frac {1}{n^{s}}}-\sum _{2\nmid n}{\frac {1}{(3n)^{s}}}=\sum _{2,3\nmid n}{\frac {1}{n^{s}}}}
이를 모든 소수 {\displaystyle p_{1}=2,p_{2}=3,\dots }에 대하여 반복하면 우변은 결국 1이 된다.
{\displaystyle \prod _{k=1}^{\infty }\left(1-{\frac {1}{p_{k}^{s}}}\right)\sum _{n=1}^{\infty }{\frac {1}{n^{s}}}=1}
즉, {\displaystyle s>1}에서의 리만 제타 함수 값은 무한곱으로 다음과 같이 나타낼 수 있다.
{\displaystyle \sum _{n=1}^{\infty }{\frac {1}{n^{s}}}=\prod _{k=1}^{\infty }{\frac {1}{1-1/p_{k}^{s}}}}

## 같이 보기
- 삼각 함수 항등식
- 연분수
- 급수 (수학)
- 오일러의 오각수 정리